# 童溫層
《童溫層》，是由智慧行動傳播科技製作、透過網路播映的台灣政論談話性節目，主持人为童文薰，採錄影播出，2019年5月23日開播。

## 大事紀

### 2019年
6月3日，《童溫層》主持人之一的楊憲宏在節目中痛批台積電繼續對中國科技大廠華為供貨。楊憲宏表示，美中貿易戰已經不僅僅是價格與利益的戰爭，而是價值與正義的戰爭 。
6月4日，《童溫層》獨家專訪曾任美國愛達荷州共和黨主席、副總統錢尼的副國家安全顧問葉望輝。
7月8日，《童溫層》爆料，中共和當年的蘇聯一樣，一直在用錢和女人收買外國政客，現在又有了第三種工具——人體器官。全球政要，特別是獨裁國家的政要，要靠中共提供的器官為他們延壽。
2020年，楊憲宏退出《童溫層》主持。

## 播出時間

### 首播
| 頻道    | 所在地 | 播映日期          | 播出時間               |
| ------- | ------ | ----------------- | ---------------------- |
| YouTube | 全球   | 2019年5月23日至今 | 週一至週五 21:00-22:00 |

## 外部連結
- 童溫層的Facebook專頁
- YouTube上的童溫層頻道
- 童溫層的X（前Twitter）